# Francisco Gabriel Ortega
Francisco Gabriel Ortega (Santa Rosa de Lima, Santa Fe, 19 de marzo de 1999) es un futbolista argentino que juega como lateral izquierdo en el Olympiakos F. C. de la Superliga de Grecia.

## Trayectoria
Surgido de las inferiores del Club Atlético Vélez Sarsfield, el 27 de agosto de 2023, se convirtió en refuerzo del Olympiakos F. C. de la Superliga de Grecia, a cambio de 4.5 millones de dólares, y firmó contrato hasta junio de 2028.
El 10 de noviembre de 2023 fue convocado por Lionel Scaloni para formar parte de la lista de la selección argentina.[cita requerida]

## Clubes
- Actualizado al 30 de marzo de 2025.[3]

| Club             | País      | Año       | Partidos | Goles |
| ---------------- | --------- | --------- | -------- | ----- |
| Vélez Sarsfield  | Argentina | 2017-2023 | 154      | 3     |
| Olympiakos F. C. | Grecia    | 2023-act. | 71       | 0     |

## Palmarés

### Títulos nacionales
| Título              | Club             | País   | Año  |
| ------------------- | ---------------- | ------ | ---- |
| Superliga de Grecia | Olympiacos F. C. | Grecia | 2025 |
| Copa de Grecia      | Olympiacos F. C. | Grecia | 2025 |

### Títulos internacionales
| Título                             | Club             | Sede   | Año  |
| ---------------------------------- | ---------------- | ------ | ---- |
| Liga Europa Conferencia de la UEFA | Olympiacos F. C. | Atenas | 2024 |